# Gintama (film)
Gintama (銀魂?) è un film del 2017 diretto da Yūichi Fukuda.
Film d'azione giapponese Jidai-geki interpretato da Shun Oguri e basato sulla serie manga Gintama creata da Hideaki Sorachi. È stato distribuito nelle sale il 14 luglio del 2017 in Giappone dalla Warner Bros. Pictures.

## Trama
Yorozuya riceve due lavori simili e che alla fine si riveleranno strettamente collegati: Elizabeth ha bisogno di Odd Jobs per trovare Katsura, mentre ad un fabbro servono degli aiutanti per ritrovare una spada pericolosa di nome Benizakura. C'è molto di più in entrambe le richieste, rispetto a quello che Gintoki e i suoi amici suppongono inizialmente.

## Produzione
Le riprese principali e la lavorazione si sono svolte a luglio, agosto e  ad inizio settembre del 2016.

## Accoglienza
Il film ha incassato 33,3 milioni di dollari in Giappone e CN¥ 81 milioni in Cina.

## Webserie
Una webserie è stata pubblicata come materiale extra del film, adattando "The Okita Mitsuba Arc" dal manga e dagli anime, con una grande varietà di personaggi originali tratti dalla pellicola e molti degli attori che sono apparsi in esso, tra cui Shun Oguri e la maggior parte dei ritratti di azione dal vivo di Shinsengumi.

## Sequel
È stato prodotto un sequel uscito il 17 agosto del 2018. La maggior parte degli attori del primo film interpreta lo stesso ruolo anche nel successivo. Il titolo ufficiale è Gintama 2: Okite wa yaburu tame ni koso aru (銀魂 2 掟は破るためにこそある? lett. "Gintama 2: Le regole sono lì per essere infrante"). Alcuni nuovi membri del cast sono: Haruma Miura nei panni di Kamotaro Ito, Masataka Kubota in quello di Bansai Kawakami ed infine Midoriko Kimura nella parte di Otose.